# Pezicula dennisii
Pezicula dennisii är en svampart som beskrevs av D. Hawksw. 1976. Pezicula dennisii ingår i släktet Pezicula och familjen Dermateaceae.   Inga underarter finns listade i Catalogue of Life.